# Ove Malmberg
Lars-Ove Gösta Malmberg, född 17 maj 1933 i Gustav Vasa församling i Stockholm,, död 23 juni 2022, var en svensk ishockeyspelare och ishockeytränare som blev svensk mästare sex gånger.
Ove Malmberg startade sin spelarkarriär i sin moderklubb IK Göta 1955. Malmberg lämnade IK Göta 1957 för spel med Djurgårdens IF. Med klubben vann han sex svenska mästerskap och avslutade sin aktiva karriär 1966.
Ove Malmberg spelade 33 matcher med Tre Kronor och deltog i OS 1956 där Sverige kom fyra.
Ove Malmberg axlade senare rollen som tränare, bland annat för AIK Ishockey under säsongen 1971/1972 och för Djurgårdens IF.

## Meriter
Svensk mästare 1958, 1959, 1960, 1961, 1962, 1963

## Klubbar
- IK Göta, - 1957
- Djurgårdens IF, 1957 - 1966